# Lellig
Lellig är en ort i Luxemburg.   Den ligger i distriktet Grevenmacher, i den östra delen av landet, 25 kilometer nordost om huvudstaden Luxemburg. Lellig ligger 282 meter över havet och antalet invånare är 142.
Terrängen runt Lellig är platt åt nordväst, men åt sydost är den kuperad.  Närmaste större samhälle är Echternach, 10,0 kilometer norr om Lellig. 
Omgivningarna runt Lellig är en mosaik av jordbruksmark och naturlig växtlighet. Runt Lellig är det ganska tätbefolkat, med 129 invånare per kvadratkilometer.